# ادوارد هاینه
ادوارد هاینه (انگلیسی: Eduard Heine; ۱۶ مارس ۱۸۲۱ – ۲۱ اکتبر ۱۸۸۱) یک دانشمند در زمینه آنالیز ریاضی اهل آلمان بود.